# Lydford
| Lydford          | Lydford                |
| Basisdaten       | Basisdaten             |
| ---------------- | ---------------------- |
| Status           | City                   |
| Region           | South West England     |
| Distrikt         | West Devon             |
| Trad. Grafschaft | Devon                  |
| Land             | England                |
| Staat            | Vereinigtes Königreich |
| Bevölkerung      | 394 (Census 2001)      |
| Postleitzahl     | EX20                   |

Lydford (manchmal auch: Lidford) ist ein Dorf in Devon, England. Es ist 13 Kilometer nördlich von Tavistock und am westlichen Rand vom Dartmoor gelegen.

## Beschreibung
Das Dorf hat eine Bevölkerungszahl von 458 Einwohnern. Es befindet sich am kleinen Fluss Lyd, der durch eine einzige Brücke überquert wird.
Das Dorf ist bekannt für seine Geschichte und die umgebende Landschaft. Es ist sehr beliebt bei Touristen. Von der Kirche von St. Petrock hat man einen guten Blick über das Dartmoor. Nahe der Kirche sind einige Überbleibsel der Burg von Lydford erhalten geblieben. Die Flächenausdehnung von Lydford ist mit 200 Quadratkilometern sehr groß.
Südwestlich von Lydford verläuft Lydford Gorge, eine 2,4 Kilometer lange, bewaldete Schlucht, die durch einen Schieferfelsen geschlagen wurde. Das Talgebiet gehört dem National Trust. Das Tal ist bekannt für seinen 30 Meter tiefen Wasserfall.

## Namensherkunft
In der angelsächsischen Sprache hieß das Dorf Hlidaford (bzw. Hlidan). Dieser Name kommt von hlid, was so viel bedeutet wie Deckel. Im Laufe der Jahre wurde der Name immer wieder abgeändert. Die verschiedenen Namen lauteten: Lyghatford, Lidefort, Lideford und schließlich die heutige Schreibweise Lydford.

## Geschichte
Das Dorf wurde als eine der vier sächsischen Boroughs in Devon von Alfred dem Großen gegründet. Geschichtlich erwähnt wurde es das erste Mal im Jahr 997, als die Dänen eine Plünderungsexpedition durch England machten. Die Geschichte wurde in der angelsächsischen Chronik festgehalten.
Während der Herrschaft von Æthelred gab es eine Münzanstalt und Münzen wurden geprägt. Ihnen wurde LVD., LVDA und LVDAN eingeprägt. Während der Herrschaft von Eduard dem Bekenner war das Dorf das beliebteste Zentrum in Devonshire nach Exeter.
Bis zum 12. Jahrhundert wurden Kirchengemeindemitglieder aus dem gesamten Dartmoor nach Lydford gebracht, um dort begraben zu werden. Der Weg für diese letzte Reise ist als „Lynch Way“ bekannt. Es wurde über viele Prozessionen von weißen Mönchen berichtet, die diesen Weg beschritten.
Die Geschichte aus dem 13. Jahrhundert spielt sich hauptsächlich um die Burg ab. Sie wurde das erste Mal 1216 erwähnt, als sie von William Brewer gebilligt wurde. Im Jahr 1238 wurde das Borough von Heinrich III. an Richard, Earl of Cornwall, übergeben. Das Borough hatte einen separaten Richter und Gerichtsvollzieher ab 1275, aber es wurde nie durch eine Gründungsurkunde für unabhängig erklärt.
Während des Englischen Bürgerkriegs war Lydford der Aufenthaltsort der berüchtigten Gubbinsbande, einer Bande von Straßenräubern, die ihren Vorteil daraus zogen, dass sie den damaligen Aufruhr ausnutzten.
1987 verlor Lydford endgültig seinen Anspruch, die größte Kirchengemeinde in England zu werden. Es wurde in zwei eigenständige Gemeinden geteilt, Lydford und Dartmoor Forest. geistliche Gemeinde wurde ebenfalls geteilt mit Princetown als eigenständige Gemeinde.

## Die Lydfordkirche
Die erste Kirche in Lydford war eine Kirche mit hölzernem Aufbau, die circa 650 n. Chr. errichtet wurde. Es ist wahrscheinlich, dass die Kirche 997 von den Wikingern während einer Plünderung niedergebrannt wurde.
Die Kirche wurde später im gotischen Stil wieder aufgebaut. Sie befindet sich auf dem ursprünglichen Standort.
Die Kirche wurde im 13. Jahrhundert erweitert, der Turm wurde 15. Jahrhundert hinzugefügt. Eine weitere Erweiterung fand um das Jahr 1890 statt. Es wurden die Sakristei und der nördliche Gang hinzugefügt.

## Lydford und Burgen
Zwei Burgen wurden in Lydford gebaut, die erste im Jahr 1066. Die zweite Burg wurde ungefähr 1132 gebaut. Sie befand sich an der Seite der ersten Burg. Es war ein Turm mit drei Etagen, von welchem aus man einen guten Blick über die Landschaft hatte.
Die Benutzung änderte sich unter der Schirmherrschaft Edward I. und wurde zum Gefängnis. Sein Ruf war allerdings nicht gut. Sir Richard Grenville nutzte das Gefängnis als Kerker für seine politischen Gegner.
Während der Zeit von Cromwell's Commonwealth lag die Burg größtenteils in Ruinen. Aber im 18. Jahrhundert wurde sie restauriert und wieder als Gefängnis und als Treffpunkt für das Herrenhaus und der Gerichte des Boroughs benutzt. Heute wird sie öffentlich vom English Heritage bezuschusst und der Eintritt ist kostenlos.

## Lydfords Zollstraße
Lydford liegt an der ehemaligen Postkutschenroute zwischen Tavistock und Okehampton, heute die A386. An steilen Hügeln konnten schwer beladene Kutschen ein zollfreies Pferd hinzufügen, welche ihnen helfen sollten über die Hügel zu kommen, aber diese Pferde wurden am Gipfel wieder abgenommen. Weil einige Steine gesetzt wurden, gibt es diese auch heute noch.

## Gemeindepartnerschaft
- Petiville, Frankreich